# Taos Ski Valley
Taos Ski Valley is een plaats (village) in de Amerikaanse staat New Mexico, en valt bestuurlijk gezien onder Taos County.

## Demografie
Bij de volkstelling in 2000 werd het aantal inwoners vastgesteld op 56.
In 2006 is het aantal inwoners door het United States Census Bureau geschat op 57, een stijging van 1 (1,8%).

## Geografie
Volgens het United States Census Bureau beslaat de plaats een oppervlakte van
6,1 km², geheel bestaande uit land.

## Plaatsen in de nabije omgeving
De onderstaande figuur toont nabijgelegen plaatsen in een straal van 28 km rond Taos Ski Valley.